# بنات في الجامعة (فلم)
بنات في الجامعة هو فيلم مصري من إنتاج عام 1971، بطولة سهير المرشدي وشكري سرحان وزيزي مصطفى ونور الشريف، من تأليف محمود أبو زيد وإخراج عاطف سالم.

## قصة الفيلم
تدور الأحداث حول مجموعة من الفتيات في عالم الجامعة، الذي يمثل التحرر والانطلاق المختلف عن المدرسة، منهن أميرة التي تنضم إلى مجموعة من الشباب المتحرر، وتتعرف على عادل الذي يتظاهر بحبها لكي يسلبها شرفها في الوقت الذي تتجاهل فيه عصام الذي يحبها من طرفٍ واحد، وعلى الجانب الآخر ليلى التي لم تنبهر بأضواء الجامعة وتعجب بمراد الشاب العصامي، لكنه يحاول الاعتداء عليها وعندما يفشل يحاول الانتقام منها.

## طاقم التمثيل
- سهير المرشدي: (ليلى)
- شكري سرحان: (مراد)
- زيزي مصطفى: (أميرة)
- نور الشريف: (عصام)
- ممتاز أباظة: (عادل)
- عادل إمام: (إبراهيم)
- نادية الكيلاني: (ريري)
- أحمد عبد الحليم: (دكتور بالجامعة)
- توفيق الدقن: (المعلم ندا)
- محمد أباظة: (زوج والدة عادل)
- أحمد الجزيري: (والد أميرة)
- فتحية شاهين: (والدة ليلى)
- نبيلة السيد: (حسنية)
- اعتدال شاهين: (والدة عصام)
- علية علي: (والدة عادل)
- وفيق فهمي: (والد عصام)

## فريق العمل
- إخراج: عاطف سالم
- تأليف: محمود أبو زيد
- إنتاج: تاكفور أنطونيان
- توزيع: المؤسسة المصرية العامة للسينما
- مونتاج: حسين عفيفي
- مدير التصوير: محمود فهمي

## وصلات خارجية
- صفحة الفيلم على موقع السينما